# Йота Рака
Йота Рака (ι Рака, Iota Cancri, ι Cancri, сокращ. Iota Cnc, ι Cnc) — оптически-двойная звезда в зодиакальном созвездии Рака. Звезда имеет видимую звёздную величину +4,02m и, согласно шкале Бортля, звезда видна невооружённым глазом даже на внутригородском небе (англ. Inner-city sky). Вторая звезда находится на угловом расстоянии 30 секунд дуги и имеет видимую звёздную величину +6,57m и, согласно шкале Бортля, звезда видна невооружённым глазом только на деревенско-пригородном небе (англ. Rural/suburban transition). Хотя орбита не была определена, две звезды демонстрируют большое общее собственное движение и даже считаются гравитационно связанными, что маловероятно.
Из измерений параллакса, полученных во время миссии Gaia известно, что звёзды удалены примерно на 325,3 св. лет (99,7 пк, Йота Рака A) и 346,4 св. лет (106,2 пк, Йота Рака B) от Земли. Звезды наблюдается севернее 62° ю. ш., таким образом, звезда видна практически на всей территории обитаемой Земли, за исключением приполярных областей Антарктиды. Лучшее время наблюдения — февраль.
Звезды Йота Рака A и B движется довольно быстро относительно Солнца: радиальная гелиоцентрическая скорость для звезды Йота Рака A равна 16 км/с, а для звезды Йота Рака B она равна 15 км/с, что примерно в 1,5 раза больше скорости местных звёзд Галактического диска, а также это значит, что звезда удаляется от Солнца. Звезда Йота Рака A приближалась к Солнцу на расстояние 274,5 св. лет 1,93 млн. лет назад, когда Йота Рака A увеличвала свою яркость на 0,36m до величины 3,66m (то есть светила тогда, как Дзета Кассиопеи светит сейчас). По небосводу обе звезды движутся на юго-запад, проходя по небесной сфере 0.05053 и 0.05164 угловых секунд в год, соответственно.
Средняя пространственная скорость известна только для Йота Рака A и она имеет следующие компоненты (U, V, W) =(-16.5, −22.8, −3.5), что означает U=−16,5 км/с (движется от галактического центра), V=−22,8 км/с (движется против направления галактического вращения) и W=−3,5 км/с (движется в направлении южного галактического полюса).

## Имя звезды
Йота Рака (латинизированный вариант лат. Iota Cancri) является обозначением Байера, данным им звезде в 1603 году. Хотя звезда и имеет обозначение ι (Йота — 9-я буква греческого алфавита), однако сама звезда — 3-я по яркости в созвездии, причём Йота Рака B 108-я по яркости в созвездии. 48 Рака(латинизированный вариант лат. 48 Cancri) является обозначением Флемстида.
У звезды есть собственное имя Декапода лат. Decapoda, что означает десятиногие ракообразные. Однако, данное имя никогда не было одобрено Международным астрономическим союзом и оно никогда не входило список имен собственных звёзд.
Обозначения компонентов как Йота Рака AB вытекают из конвенции, используемой Вашингтонским каталогом визуально-двойных звёзд (WDS) для звёздных систем, и принятого Международным астрономическим союзом (МАС).

## Свойства Йота Рака A
Йота Рака A — судя по её спектральному классу G8IIIaBa0.2 звезда является оранжевым гигантом спектрального класса G8. Также она демонстрирует пекулярный спектр, показывая переизбыток бария. Таким образом Йота Рака A является бариевой звездой, которая, как полагают, образовалась в результате массопереноса обогащенного материала от звезды, лежавшей на асимптотической ветви гигантов к менее массивному спутнику. Подобный донор не был обнаружен в системе Йота Рака A, но предполагается, что пока необнаруженный белый карлик всё же существует.
Также, этот спектр показывает, что водород в ядре звезды уже не является ядерным «топливом», то есть звезда сошла с главной последовательности. Судя по её массе, которая равна 3,43 {\displaystyle M_{\bigodot }} звезда родилась как карлик, однако подобная масса вряд ли является вся её «собственностью»: какая-то часть массы, возможно даже большая, досталась ей от звезды-донора.
В настоящее время звезда излучает энергию со своей внешней атмосферы при эффективной температуре около 4954 К, что придаёт ей характерный оранжевый цвет. Радиус звезды сейчас равен 21 {\displaystyle R_{\bigodot }}, а светимость звезды, сейчас равна 204 {\displaystyle L_{\bigodot }}. Звезда идентифицирована как инфракрасный источник.
Скорость вращения Йота Рака A превосходит солнечную в 85 раз и равна 170 км/с, что даёт период вращения звезды — 6,42 дн.. Это очень необычно для гиганта, для которого период вращения звезды измеряется месяцами и даже годами. Однако возможно, что звезда поглотила свой необнаруженный спутник-донор, который передал звезде, не только массу, но и свой угловой момент.
Звёзды, имеющие планеты, имеют тенденцию иметь большую металличность по сравнению Солнцем, одгако Йота Рака A имеет значение металличности −0.14, то есть от почти 72 % от солнечного значения.
Звезда Йота Рака слегка переменная: во время наблюдений яркость звезды немного меняется, колеблясь вокруг значения 4,02m, без какой-либо периодичности (скорее всего у звезды или звёзд несколько периодов), тип переменной также не определён.

## Свойства Йота Рака B
Вторичный компонент B представляет собой оболочечную звезду окруженную веществом, выбрасываемым её быстрым вращением.
Йота Рака B — судя по её спектральному классу A2V звезда является карликом спектрального класса A, а также это указывает на то, что водород в ядре звезды является ядерным «топливом», то есть звезда, находится на главной последовательности.
Для звёзд подобного спектрального класса характерна масса, которая равна: 2,19 {\displaystyle M_{\bigodot }}, а радиусы подобных звёзд должны быть равны 1,78 {\displaystyle R_{\bigodot }}. Звезда излучает энергию со своей внешней атмосферы при эффективной температуре около 8786 К, что придаёт ей характерный бело-жёлтый цвет. Звезда идентифицирована как инфракрасный источник.
Светимость звезды равна 14,39 {\displaystyle L_{\bigodot }}. Для того, чтобы планета, аналогичная нашей Земле, получала бы примерно столько же энергии, сколько она получает от Солнца, её надо было бы поместить на расстоянии 3,79 а. е., то есть во внешнюю часть главного пояса астероидов, а более конкретно на орбиту между астероидами Ода и Чикаго. Причём с такого расстояния Йота Рака B выглядела бы в 2 паза меньше нашего Солнца, каким мы его видим с Земли — 0,25° (угловой диаметр нашего Солнца — 0,5°).
Звезда довольно молодая: текущий возраст системы Йота Рака B определён, как 263 млн. лет. Также известно, что звёзды с массой 2,19 {\displaystyle M_{\bigodot }} живут на главной последовательности порядка 1,11 млрд. лет таким обозом, Йота Рака B достаточно скоро (через 837 млн. лет) станет красным гигантом, а затем, сбросив внешние оболочки, станет белым карликом.

## История изучения кратности звезды
В 1828 году российский немецкий астроном В. Я. Струве, основываясь на записях от 1777 года открыл двойственность системы Йота Рака, то есть он открыл компонент B, и звёзды вошли в каталоги как STF 1268.
Согласно Вашингтонскому каталогу визуально-двойных звёзд, параметры этих компонентов приведены в таблице:
| Компонент | Год  | Количество измерений | Позиционный угол | Угловое расстояние | Видимая звёздная величина компонента I | Видимая звёздная величина компонента II |
| B         | 1777 | 127                  | 302°             | 31.0″              | 4.13m                                  | 5.99m                                   |
| B         | 1828 | 127                  | 307°             | 30.4″              | 4.13m                                  | 5.99m                                   |
| B         | 2018 | 127                  | 308°             | 30.7'″             | 4.13m                                  | 5.99m                                   |

Обобщая все сведения о звезде, можно сказать, что у звезды Йота Рака, ни одного спутника:
- компонент B, звезда 6-й величины, находящаяся на угловом расстоянии 30,7 секунд дуги, что соответствует физическому расстоянию между звёздами равному 6,46 ± 2,32 пк или 21,19 ± 7,57 св. лет[e], относительная скорость составляет 37,193 ± 12,186 км/с[f]. Вторая космическая скорость на расстоянии 21,19 ± 7,57 св. лет для звёздной системы с общей массой 3,43 {\displaystyle M_{\bigodot }}+2,19 {\displaystyle M_{\bigodot }} должна составлять 0,0826 ± 0,033 км/с[g]. Таким образом, согласно существующим данным две звезды претерпевают тесное сближение, но гравитационно не связаны друг с другом. Однако, звёзды, с очень малой долей вероятности, могут быть гравитационно связаны это: может произойти в результате обнаружения дополнительной близкой компоненты у обеих звёзд с большой массой и в случае новых уточнений параметров, которые будут указывать на более близкое расположение двух звёзд или на их меньшую относительную скорость. Звёзды, вероятно, родились в одном молекулярном облаке, но теперь, удаляются, друг от друга по спирали, сохраняя, пока, общее движение, но гравитационно уже не связаны друг с другом. Если смотреть со стороны Йота Рака A на Йота Рака B, то видно бело-жёлтую звезду, которая светит с яркостью + 0.71m, то есть с яркостью 0,42 сатурнов (с кольцами; в максимуме). Причём угловой размер звезды будет — 2,38 mas[c]. Если же смотреть со стороны Йота Рака B на Йота Рака A, то видно оранжевую звезду, которая светит с яркостью −1.84m, то есть с яркостью 0,37 марсов (в максимуме). Причём угловой размер звезды будет — 2,8 mas[c].